# Nuret-le-Ferron
Nuret-le-Ferron ist eine französische Gemeinde mit 293 Einwohnern (Stand: 1. Januar 2022) im Département Indre in der Region Centre-Val de Loire; sie gehört zum Arrondissement Le Blanc und zum Kanton Saint-Gaultier. Die Einwohner werden Ferronnais genannt.

## Geographie
Nuret-le-Ferron liegt etwa 27 Kilometer südwestlich von Châteauroux.
Nachbargemeinden von Nuret-le-Ferron sind Méobecq im Norden, Neuillay-les-Bois im Norden und Nordosten, La Pérouille im Osten und Nordosten, Chasseneuil im Osten und Südosten, Saint-Gaultier und Rivarennes im Süden, Chitray im Westen und Südwesten sowie Migné im Westen.

## Bevölkerungsentwicklung
| Jahr                       | 1962 | 1968 | 1975 | 1982 | 1990 | 1999 | 2006 | 2017 |
| Einwohner                  | 447  | 411  | 376  | 319  | 308  | 315  | 320  | 305  |
| Quellen: Cassini und INSEE |      |      |      |      |      |      |      |      |

## Sehenswürdigkeiten

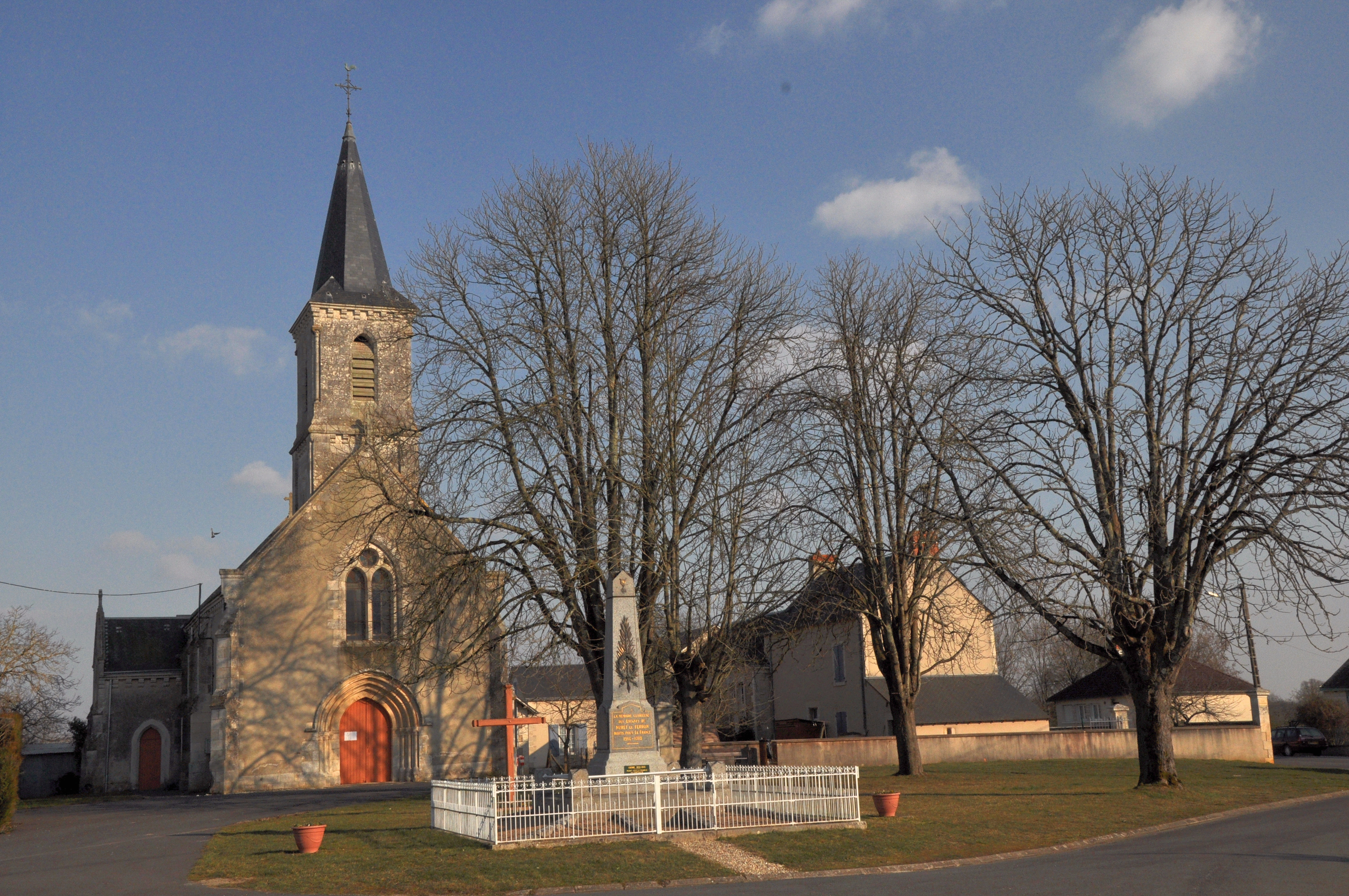
Kirche Saint-Laurent

- Kirche Saint-Laurent